# Гронске Косіги
Гронске Косіги (словац. Hronské Kosihy) — село, громада округу Левіце, Нітранський край. Кадастрова площа громади — 7,09 км².
Населення 696 осіб (станом на 31 грудня 2018 року).

## Географія
Протікають Чайковський потік і Рибницький потік.

## Історія
Гронске Косіги згадуються 1294 року.

## Населення
| Рік:            | 1994. | 2004.   | 2014.   | 2024.    |
| --------------- | ----- | ------- | ------- | -------- |
| Кількість осіб: | 660   | 670     | 679     | 790      |
| Різниця:        |       | +1,51 % | +1,34 % | +16,34 % |

| Рік:            | 2023. | 2024.   |
| --------------- | ----- | ------- |
| Кількість осіб: | 792   | 790     |
| Різниця:        |       | -0,25 % |